# Daniel Fernández Jiménez
Daniel Fernández Jiménez (Barcelona, 28 de marzo de 2001), conocido como Dani Fernández, es un jugador de balonmano español que juega de extremo izquierdo en el TVB 1898 Stuttgart de la Bundesliga. Es internacional con la selección de balonmano de España.
Con la selección logró su primera medalla en los Juegos Mediterráneos 2022, siendo además de oro.

## Palmarés

### Selección nacional
| Juegos Olímpicos     | Juegos Olímpicos | Juegos Olímpicos  | Juegos Olímpicos |
| Año                  | Lugar            | Medalla           |                  |
| -------------------- | ---------------- | ----------------- | ---------------- |
| 2024                 | París            | Medalla de bronce |                  |
| Campeonato Mundial   |                  |                   |                  |
| Año                  | Lugar            | Medalla           |                  |
| 2023                 | Polonia y Suecia | Medalla de bronce |                  |
| Juegos Mediterráneos |                  |                   |                  |
| Año                  | Lugar            | Medalla           |                  |
| 2022                 | Orán             | Medalla de oro    |                  |

### Consideraciones individuales
- Mejor extremo izquierdo del torneo masculino de balonmano de los Juegos Olímpicos de París 2024[4]

## Clubes
| Club                  | País     | Año         |
| --------------------- | -------- | ----------- |
| FC Barcelona B        | España   | 2019 - 2020 |
| Club Balonmano Cangas | España   | 2020 - 2022 |
| TVB 1898 Stuttgart    | Alemania | 2022 - Act. |